# وصايا (كتاب)
وصايا هو كتاب للسعودي محمد الرطيان، في (وصايا) يذكر الكاتب 273 وصية يتخللها تعريفات مختصرة لثلاثة آباء يشعر الكاتب - محمد الرطيان - بالامتنان، فهم كانوا المحرض الأول لكتابتة هذه الوصايا وإصداره هذا الكتاب، هم: الحكيم (لقمان) وهو عبدٌ حكيم، ذُكر في القرآن واطلق اسمه على سورة لقمان، والكاتب الأمريكي (جاكسون براون) صاحب إرشادات الحياة، والشيخ الشاعر (بركات الشريف) صاحب القصيدة الكافية الشهيرة التي احتوت على الكثير من الوصايا لابنه مالك، تحتوي على بعض من وصاياهم لأبنائهم.أحتل الكتاب مرتبة الصدارة كأكثر الكتب مبيعًا عام 2012 , حيث تم طباعة النسخة السابعة منه خلال شهر واحد.
عبر وصايا حاول الكاتب أن يكون بحكمة (لقمان), وبساطة (جاكسون براون), وشاعرية (بركات الشريف) وهم يوصون أبناءهم كلٌ على طريقته، وهؤلاء ثلاثة آباء ينتمون إلى أعراق مختلفة، وأديان مختلفة، وولدوا في أزمنة وأماكن مختلفة، يجمعهم أنهم قرروا أن ينقلوا تجاربهم إلى أبنائهم عبر «وصايا» تحاول أن تدلهم على الطريق، وتساعدهم على تحمل مشاق السفر، وتحذرهم من مخاطر الرحلة، وتختصر لهم الحياة عبر كلمات.

## محتويات الكتاب
- ليست مقدمة... بل إهداء آخر
- الوصية الأولى
- «أ» هي: وَصايا... وليست: وِصاية
- ملحق (1): و«لقمان بن ياعور» يمنحك وصاياه
- «ب» هي: وَصايا... وليست: وِصاية
- ملحق (2): و«جاكسون براون» يرسم لك الخارطة
- «ج» هي: وَصايا... وليست: وِصاية
- ملحق (3): وصية«الشريف» الذي أسقطته السياسة ورفعته الحكمة
- لن تكون الوصية الأخيرة

## تعريف بمحتويات الكتاب
في (وصايا) يذكر الكاتب 273 وصية يتخللها تعريفات مختصرة بهؤلاء الآباء تحتوي على بعض من وصاياهم لأبنائهم، يبدأ بـمقدمة عن هؤلاء الآباء الذين كانوا المحرض الأول لكتابتة هذه الوصايا وإصداره هذا الكتاب، بعدها ينتقل الي الوصية الأولى وهي دعوة إلى القراءة، نقتبس منها: «بإمكانك أن تشعر بصقيع موسكو، وتشم رائحة زهور أمستردام، وروائح التوابل الهندية في بومباي، وتتجاذب أطراف الحديث مع حكيم صيني عاش في القرن الثاني قبل الميلاد!بإمكانك أن تفعل كل هذه الأشياء وأكثر، عبر شيء واحد: القراءة... الذي لا يقرأ، لا يرى الحياة بشكل جيّد.» وهي من أكثر اقتباسات الكتاب انتشارا.
في «أ» هي: وَصايا... وليست: وِصاية يبدأ الكاتب بذكر 99 وصية من وصاياه.ينتقل بعدها إلى ملحق (1): و«لقمان بن ياعور» يمنحك وصاياه والذي يذكر فيه تعريف مختصر عن الحكيم (لقمان) وهو عبدٌ حكيم، ذُكر في القرآن واطلق اسمه على سورة لقمان مع ذكر بعض وصاياه لأبنه، يعود الكاتب في «ب» هي: وَصايا... وليست: وِصايةإلى إكمال وصاياه الـ99 لتصل إلى 180 وصية، ينتقل بعدها إلى ملحق (2): و«جاكسون براون» يرسم لك الخارطة الذي يذكر فيه ايضًا تعريفًا مختصرًا عن الكاتب الأمريكي(جاكسون براون) صاحب إرشادات الحياة مع ذكر بعض وصاياه لأبنه، يعود الكاتب في «ج» هي: وَصايا... وليست: وِصاية للإكمال وصاياه الـ180 لتصل لـ273 وصية، ينتقل بعدها إلى تعريف مختصر بالشيخ الشاعر (بركات الشريف) في ملحق (3): وصية«الشريف» الذي أسقطته السياسة ورفعته الحكمة صاحب القصيدة الكافية الشهيرة التي احتوت على الكثير من الوصايا لابنه مالك، مع بعض من قصائده التي اوصى بها ابنه، وفي نهاية الكتاب لن تكون الوصية الأخيرة يحذر الكاتب قارئيه من التطرف والجهل والغرور ويختتمه بـ: «كل فكرة لا تؤدي بك إلى الله هي فكرة مشبوهة.. أو ناقصة!».

## اقتباسات من الكتاب
- «الذي لا يقرأ.. لا يرى الحياة بشكل جيّد» محمد الرطيان
- «عليك أن تؤمن بشيء.. الذين لا يؤمنون أرواحهم خالية» محمد الرطيان
- «فكر كثيرَا، وتكلم قليلَا.. تنجُ من الثرثرة وتكن أقرب إلى الحكمة» محمد الرطيان
- "سيقولون لك: قراءة كتاب واحد ثلاث مرات أفضل من قراءة ثلاثة كتب لمرة واحده.

وسأقول لك: قراءة ثلاثة كتب-مرة واحدة- أفضل. لا تصدق بعض النصائح التي تأتي بهذا الشكل..

فهي -في الغالب- تأتي من أجل كتابة عبارة جميلة وذكية" محمد الرطيان
- «حارب تلك العادات السيئة.. حتى تلك العادات التي لا يعرفها أحد سواك» محمد الرطيان
- «يا بني.. لا تكن حلوًا فتُبلع، ولا مُرًا فتُلفظ» لقمان
- «يا بني.. إن الحكمة أجلست المساكين مجالس الملوك» لقمان
- «كن شجاعًا، وإن لم تكن كذلك.. فتظاهر، فلن يلاحظ أحد الفرق!» جاكسون براون
- «حين تصادف كتابًا جيدًا اشتره حتى لو لم تقرأه!» جاكسون براون
- "ما اخطاك ما صابك ولو كان راميك.. واللي يصيبك لو تًتًقَّيت ما اخطاك

مَير استمع مني عسى الله يهديك.. النُصح يا مالك له الله مولاك

عندي مَظنه ما تمثلتَها فيك.. واطلب لك التوفيق من عند مولاك" قصيدة عامية للشاعر بركات الشريف في الرضا بالقدر

## وصلات خارجية
- آراء القراء حول كتاب وصايا على موقع أبجد

## طالع أيضًا
- لقمان
- وصايا لقمان
- بركات الشريف
- حكمة